# General Dynamics F-111
De General Dynamics F-111 Aardvark is de eerste zwenkvleugel-jager/bommenwerper van de Amerikaanse luchtmacht en marine.
Tijdens de Vietnamoorlog was het toestel nog in de ontwikkelingsfase en werd het veel te vroeg actief ingezet. Het toestel kenmerkte zich doordat de bemanningsleden (één vlieger en één weapons controller) naast elkaar zaten. Een ander kenmerk was zichtbaar bij uitgeklapt landingsgestel; de twee enorme zijwielen en een relatief klein neuswiel.
Door kinderziekten in de eerste gebruiksjaren viel veel cruciale avionica tijdens missies uit, waardoor het toestel als onbetrouwbaar werd beschouwd, maar in de loop van de tijd werden deze problemen opgelost en later verwierf de F111 vooral faam als strategische bommenwerper.
In 1994 en 1995 zijn alle F111 Aardvarks door de USAF uit actieve dienst gehaald, deels gesloopt en deels geconserveerd opgeslagen. De EF111A Ravens vlogen nog door tot 1999 en zijn toen door de USAF uit actieve dienst gehaald en geconserveerd opgeslagen.
De RAAF stelde haar laatste F-111's in december 2010 buiten dienst.

## Inzet
De F111 is in de periode 1968-1970 actief ingezet tijdens de Vietnamoorlog. Doordat het toestel veel te vroeg in zijn ontwikkeling werd ingezet verwierf het de naam van onbetrouwbaar toestel.
Tijdens Operatie El Dorado Canyon, de luchtaanval op Libië, werden F111's en EF111A Ravens ingezet ter misleiding van de Libische radar en raketafweer. Hiervan ging er tijdens de actie één met de bemanning verloren.
Ook tijdens Operatie Desert Storm in Irak werden achttien Ravens en vijftig FB111A's ingezet die meer dan 900 missies hebben gevlogen. Hiervan ging er één met de bemanning verloren, niet tijdens acties maar door een ongeluk.

## Varianten
Door de jaren heen werden F111's in diverse varianten uitgebracht:
- F111A (dec 1968) Aardvark was de oorspronkelijke experimentele eerste versie; deze vertoonde nog veel gebreken en werd onder druk veel te vroeg in Vietnam ingezet. Er traden veel storingen op en al snel kreeg het de reputatie van een onbetrouwbaar toestel.

- RF111A (dec 1967). Een experimentele onbewapende tactische verkenningsversie met aangepaste avionica en een camerapod in het bommenruim. Dit project is wegens gebreken gestaakt. Er zijn er vier gebouwd.

- EF111A Raven (mrt 1977) deze had de spotnaam Spark Vark. Uitvoering bestemd voor elektronische oorlogvoering en de vervanger voor de verouderde Douglas EB-66. De Raven was uitgerust met een zeer effectief AN/ALQ 99E elektronisch stoorsysteem in het bommenruim en een dikke kenmerkende antenne boven in de staart. Van dit type zijn er totaal veertig gebouwd.

- F111B (okt 1965). Een marine-luchtverdedigingversie. Vanaf het begin waren er door het gewicht van het vliegtuig echter al problemen bij de start vanaf het vliegdek. Het project is daarom gestaakt in 1971. Er werden er acht gebouwd waarvan er drie tijdens tests verloren gingen.

- F111C (april 1966). Een aangepaste swingrole luchtverdedigingsjager/bommenwerper/fotoverkenner voor de Australische luchtmacht (RAAF) ter vervanging van de verouderde English Electric Canberra's. De F111C is uitgerust met verbeterde avionica en sterkere motoren. Van dit type werden vijftig stuks aan de RAAF geleverd waarvan er veertig nog in dienst waren tot uitfasering in 2012.

- F111D (mei 1970). De sterk verbeterde versie van het oorspronkelijk model met nieuwe Pratt & Whitney P9's en een verbeterd computersysteem. Dit toestel was eigenlijk het eerste met een digitale 'glass' cockpit. Er zijn 96 toestellen van dit type gebouwd.

- F111E (mei 1969). De universeel ingezette tactische multirole jager/bommenwerper. Deze (TAC-)versie was uitgerust met Pratt & Whitney P3-motoren en een APQ 113 forward looking attack radar voor lucht-grond-aanvallen.

- F111F (okt 1971) Dit was de laatste tactische (TAC-)versie. De toestellen van dit type hebben ook vanaf luchtmachtbasis Lakenheath in het Verenigd Koninkrijk de aanval op Libië uitgevoerd. Hierbij ging een toestel met bemanning verloren. Tevens is dit type met succes voor vele precisiebombardementen ingezet in operatie Desert Storm. Hierbij waren er geen verliezen.

- FB111A (mrt 1968) De strategische bommenwerper (SAC-)versie van de USAF. Uitgerust met een versterkte en langere romp, sterkere Pratt & Whitney TF30-motoren en het nieuwe Mark2B avionica-subsysteem bestaande uit digitale computers, een nieuwe aanvalsradar en navigatiesysteem. De standaard wapenlast bestond uit twee B43-kernwapens met een lading van 100 kiloton. Van dit type werden er 130 gebouwd; de meeste waren gelegerd op USAF-bases in de VS.

- FB111B (feb 1971) was een doorontwikkeling op de FB111A met General Electric turbofan-motoren, het toegevoegde Short Range Attack Missile (SRAM) wapensysteem, Have Quick UHF-radio en een nieuw electronic counter measure (ECM-)systeem.

- F111G Een trainerversie ten behoeve van de RAAF. Hiervan werden tien gebouwd.

- F111H Een interimversie van General Dynamics ingezet als prototype voor het B-1 Lancer-project. Deze versie kwam niet verder dan de tekentafel.

- F111K Deze versie was bestemd voor de RAF na het afblazen van het BAC TSR-2-project. Er waren in eerste instantie 120 besteld maar de RAF liet de order vanwege de hoge kosten vallen. Er waren slechts twee afgebouwd.

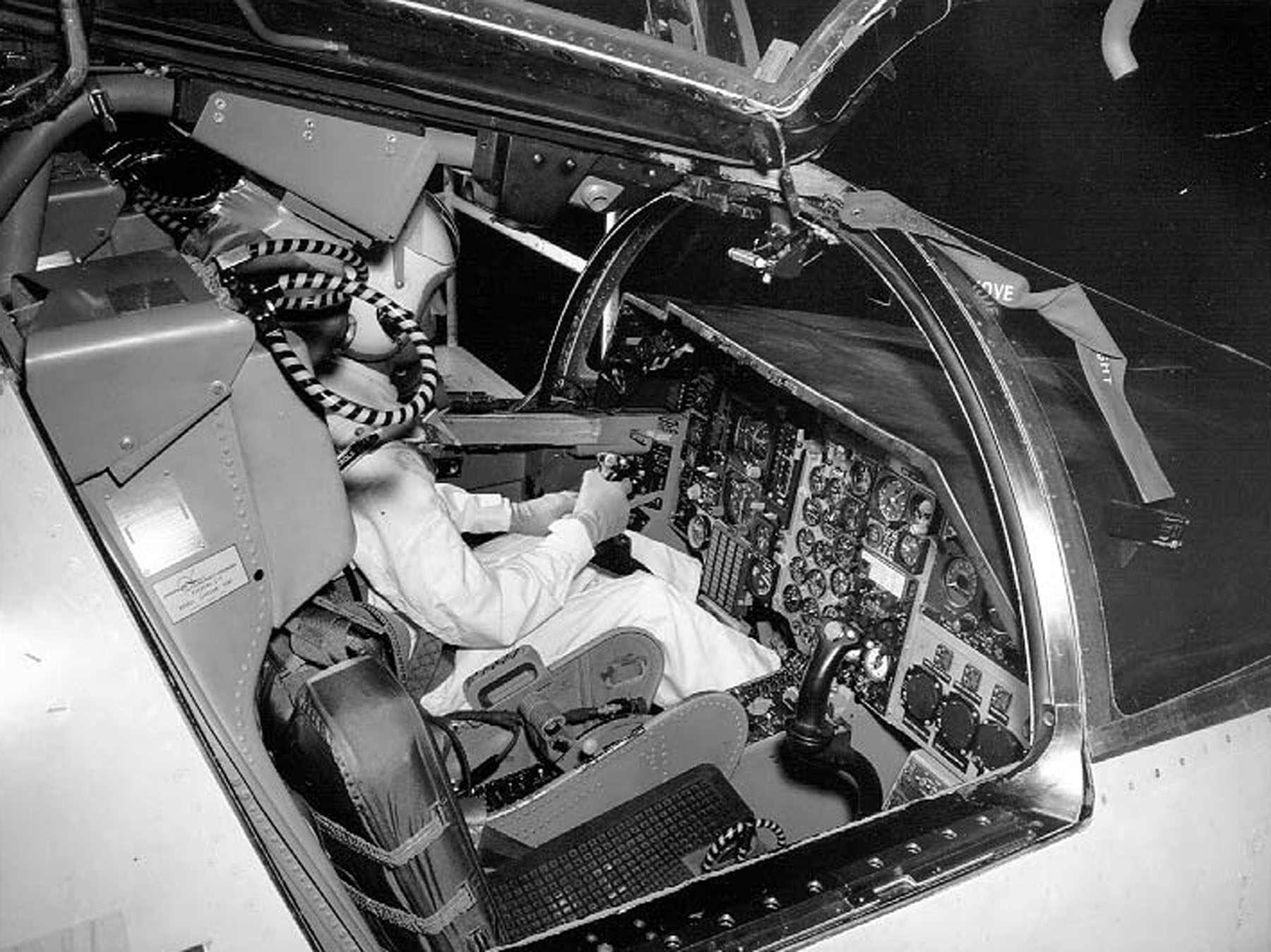
Cockpit van een de eerste F111A's
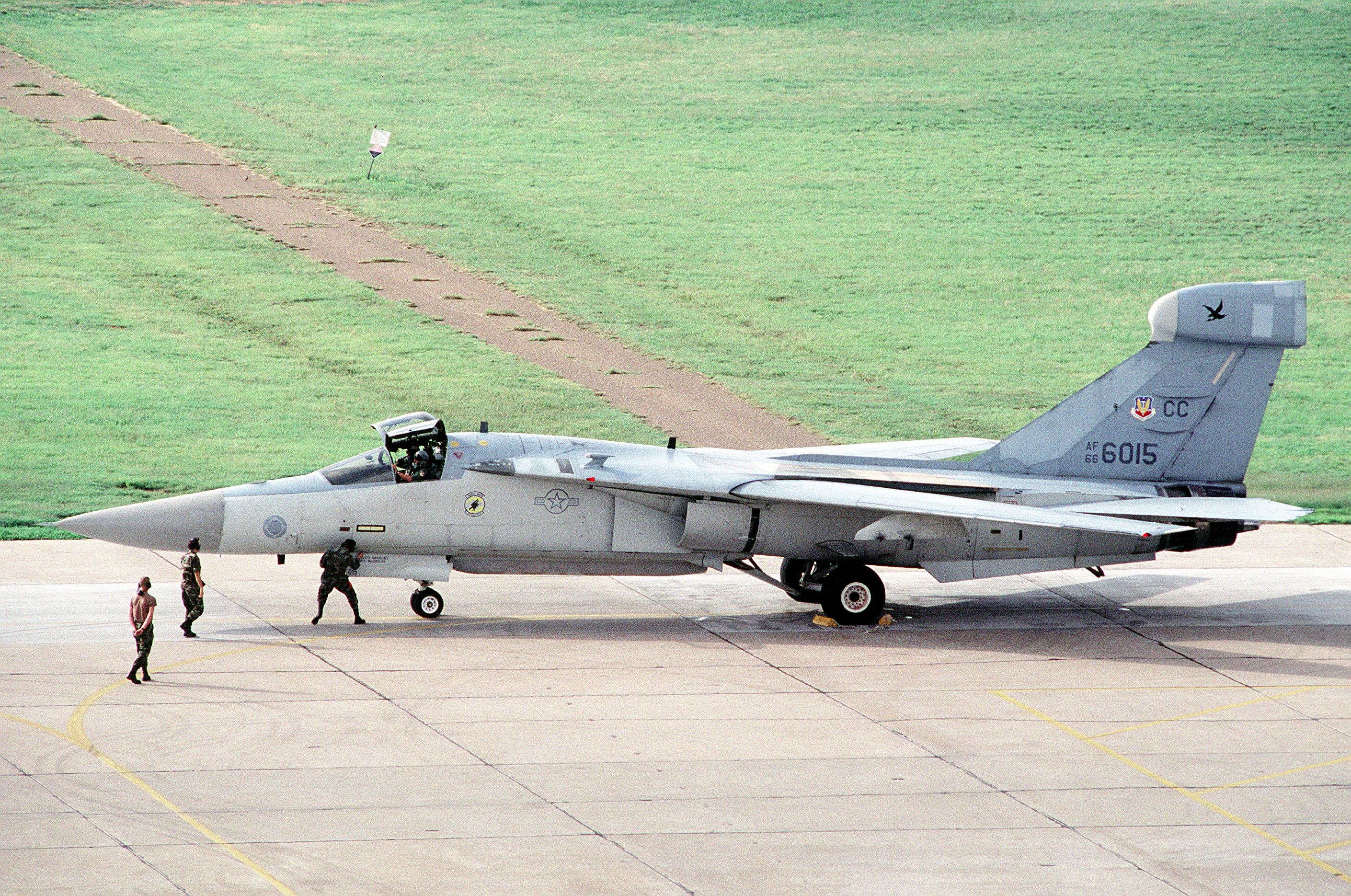
EF111 Raven met de enorme zijwielen
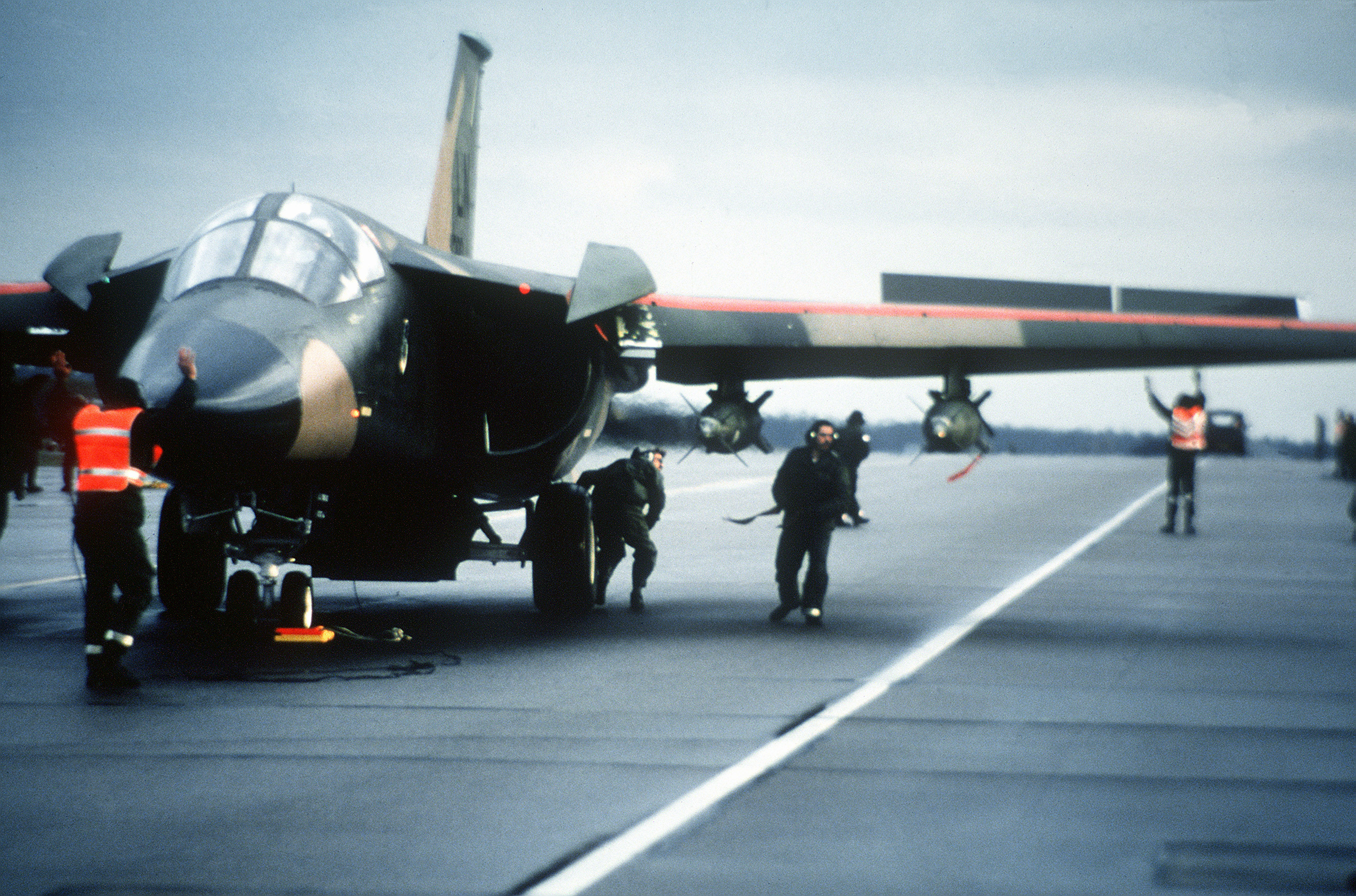
F111F op Lakenheath
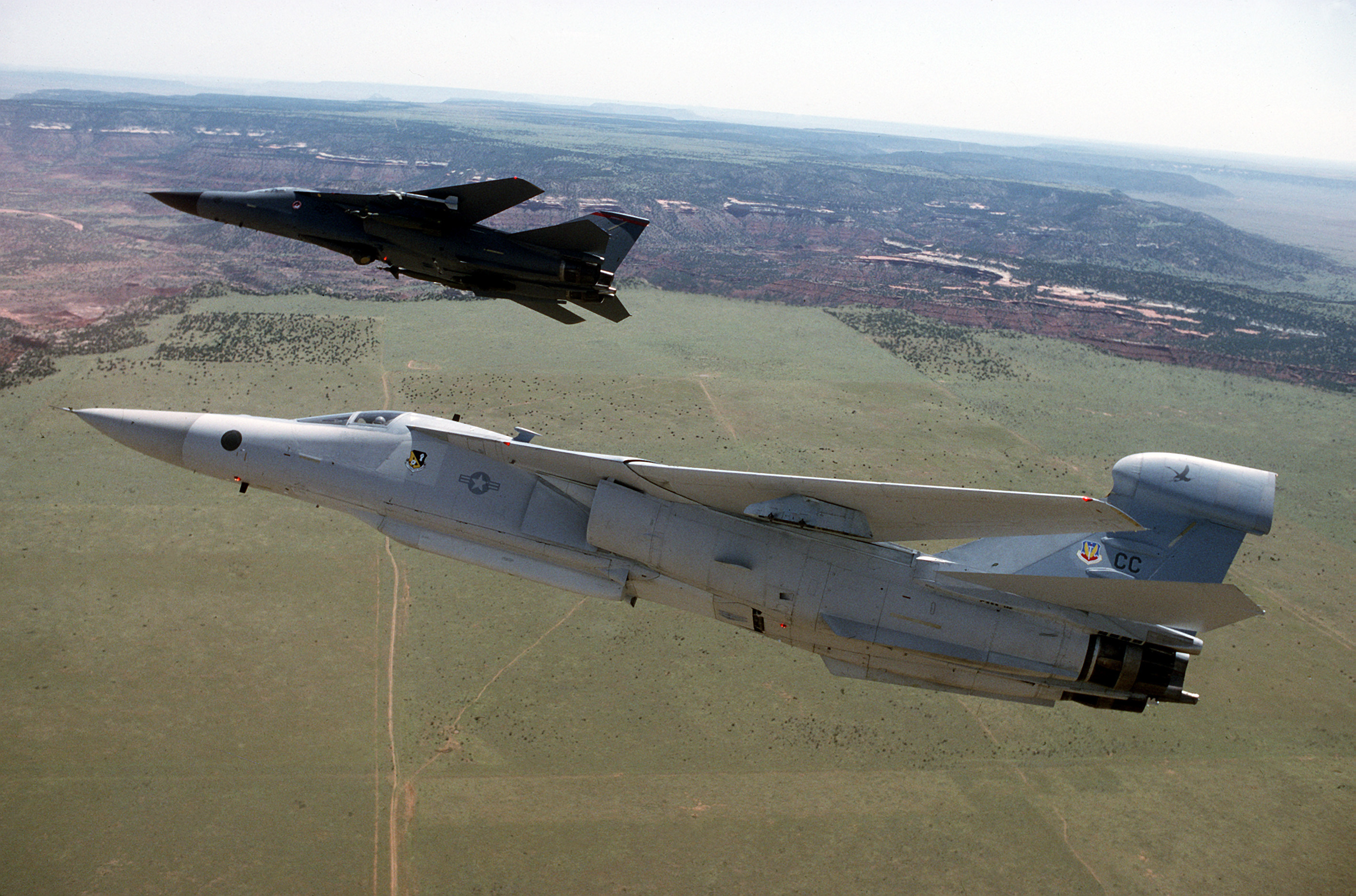
Raven (voorgrond) en Aardvark